# Gankaku

Kalligraphie von Gankaku

Gankaku (jap. 岩鶴, dt. Kranich auf dem Felsen) oder älter Chintō (鎮東) ist eine Kata im Karate, d. h. ein stilisierter Kampf gegen mehrere imaginäre Gegner. Gelehrt wird sie unter dem Namen Gankaku im Shōtōkan-Stil, während die Stile Shōrin-Ryū, Wadō-Ryū und Shitō-Ryū die ursprüngliche Bezeichnung Chintō beibehalten haben.

## Ursprung
Der Ursprung der Gankaku (Chintō) liegt im Heron Quanfa (chinesisches Boxen), was diese Kata zu einer der ältesten im Karatedō macht. Das Ideogramm, das auf Okinawa Chin gelesen wird, ist gleichbedeutend mit dem chinesischen Dianxue, der Kunst der Vitalpunkttechniken. Funakoshi Gichin schrieb in seinem Buch Ryū Kyū Kempō Karate, dass die Kata ursprünglich aus einem inneren chinesischen Kung-Fu-Stil stammt. Der offensichtliche Zusammenhang mit dem Kranichstil des Kung Fu lässt hier auch eine Verbindung zu den äußeren Stilen zu. Es wird vermutet, dass sich die Kata über mehrere Wege auf Okinawa verbreitet hat, da es einige deutliche Entwicklungszweige gibt. Auf Okinawa, dem Ursprungsort des Karatedō, wurde sie im Shōrinryū gelehrt, dem Stil, welchen Funakoshi Gichin und Mabuni Kenwa unter ihrem Meister Itosu Yasutsune studierten und so fand diese Kata ihren Weg in die Stile dieser Meister. In das Wadō-Ryū gelangte die Kata über Funakoshi, der sie Ōtsuka Hironori, dem Entwickler dieses Stiles, lehrte. Matsumora Kōsaku hat diese Kata wahrscheinlich aus China selbst mitgebracht und ins Tomari-Te integriert. Kyan Chōtoku nannte seine Version der Kata „Kiyatake no Chintō“. Sie wird heute im Stil des Matsubayashi-Ryū praktiziert. Shiroma, ein Schüler Itosus, hat eine eigene Form entwickelt, die Shiroma no Chintō, die ins Gensei Ryū Eingang fand.

## Name

Das Embusen der Gankaku bzw. Chintō

Der Name Gankaku, also „Kranich auf dem Felsen“, wurde von Funakoshi Gichin aufgrund des in dieser Kata viermal vorkommenden Tsuru ashi dachi, einer Fußstellung, die einem Kranich ähnelt, der seine Flügel zur Verteidigung schlägt, gewählt.

## Besonderheiten
Eine Besonderheit dieser Kata ist das Embusen, also das Schrittdiagramm, welches eine senkrechte Linie zeigt. Dies zeigt, dass man die Techniken zuerst nur in eine Richtung ausführt und man am Ende praktisch „wendet“ und man eine Reihe von Techniken hat, die am Anfangspunkt dieser Kata endet. Eine andere Feinheit ist, dass oft zwischen flüssigen und schnellen Bewegungsfolgen zu einer Ruhe verharrenden Haltung gewechselt wird. Außerdem sind die Techniken auf die Vitalpunkte (Jintai kyūsho) des Körpers gerichtet. 